# Myiodactylus striatus
Myiodactylus striatus är en insektsart som beskrevs av Tim R. New 1982. Myiodactylus striatus ingår i släktet Myiodactylus och familjen Nymphidae. Inga underarter finns listade i Catalogue of Life.